# شوجي كاتاياما
شوجي كاتاياما (片山修志 كاتاياما شوجي) هو ملحن ياباني ولد في 6 يونيو 1985 في محافظة تشيبا.

## أعماله في الأنمي

### مسلسلات أنمي تلفزيونية
- أنغولموا: غزو المغول
- أوفرلورد
- أوفرلورد II
- أوفرلورد III
- ملحمة تانيا الآثمة
- يوروميتس 3دي
- يوروميتس 3دي بلس
- بوروتو: ناروتو نكست جينيريشنز (ضمن يايبا)
- نادي النرد في نهاية اليوم الدراسي

### أفلام أنمي
- بوبين Q
- فيلم ملحمة تانيا الآثمة

## أعماله في ألعاب الفيديو
- جاي-ستارز فيكتوري فيرسيس (ضمن Team MAX)

## وصلات خارجية
- شوجي كاتاياما على موقع IMDb (الإنجليزية)
- شوجي كاتاياما على موقع ديسكوغز (الإنجليزية)
- شوجي كاتاياما على موقع قاعدة بيانات الفيلم (الإنجليزية)

- صفحة IMDb